# Morse (Q3)
El Morse (" Morsa ") fue uno de los primeros sumergibles construido para la Marine Nationale francesa a finales del siglo XIX. Fue diseñado íntegramente por el ingeniero naval Gaston Romazotti y permaneció en servicio hasta 1909, cuando fue reemplazado por diseños más avanzados.
El Morse fue diseñado por Gaston Romazotti, ingeniero jefe en el Arsenal de Cherbourg y uno de los primeros pioneros en submarinos. 
En Tolon, Romazotti trabajó con los también ingenieros navales Henri Dupuy de Lôme y Gustave Zédé , ambos pioneros en el diseño de sumergibles, en el Gymnote, uno de los primeros sumergibles totalmente eléctricos del mundo y el primero funcional equipado con torpedos. En 1897 fue nombrado director del Astillero Naval de Cherburgo, donde Zédé había estado trabajando en el Sirène, completándola después de la muerte de Zédé y viéndola rebautizada como Gustave Zédé en honor al difunto ingeniero. 

## Historia y diseño
El (bateau sous-marin) Morse fue diseñado para combinar las mejores características de ambos buques. El Conseil des travaux de la Marine Nationale examino en octubre de 1891 el diseño inicial fechado en abril del mismo año; se solicitaron diversos cambios y revisión de cálculos que fueron examinadas en mayo de 1892; como resultado, el ministro de Marina Jacques Marie Cavaignac decidió en junio la construcción del sumergible en Cherburgo y notificándose dicha decisión el 9 de julio de 1892 y ordenando que su construcción fuera supervisada por el ingeniero naval Jean Ernest Simonot; sin embargo, largas deliberaciones sobre diferentes tipos de motores y propulsión dilataron su inicio en hasta el 19 de junio de 1897, siendo botado dos años más tarde, en julio de 1899. Era de construcción de un solo casco en Bronce-Roma, una aleación de cobre de la invención de Romazotti, que estaba destinada a ser más flexible que un casco de acero, y que interferiría menos con la brújula magnética del buque. Estaba propulsado por un motor eléctrico de 284 hp , lo que le daba un alcance de 90 millas náuticas en superficie a una velocidad media de 4,3 nudos.

### Armamento
En un principio contaba con un tubo lanzatorpedos interno capaz de lanzar el torpedo Whitehead de 450 mm Model 1891 (4,17 m /corto); en 1900 se añadieron dos dispositivos de lanzamiento lateral Tissier con torpedos de 450 mm Model 1892 ( 5 m/largo), que fueron desmontados en 1901 ya que el acero de los torpedos causaba reacciones electrolíticas con el casco de bronce sin pintar.
Con base en Cherburgo, sirvió durante nueve años, ya que en marzo de 1909 se vio envuelto en una colisión con la goleta británica Greenwich. Muy dañado, se juzgó que su tecnología era obsoleta, dado el avance en esos momentos y su diseño ya no era tan deseable, y en noviembre de 1909 se decidió darlo de baja desarmarlo. Fue vendido y desguazado en 1911.